# مادهور جفري
مادهور جفري هي كاتِبة ومخرجة وممثلة هندية وأمريكية (وحملت سابقاً جنسية الراج البريطاني)، ولدت في 13 أغسطس 1933 بدلهي في الهند.

## أعمال

### أفلام
- (1993) الدرجات الست للانفصال
- (2008) فيبي في بلاد العجائب
- (2017) الولد الوحيد في نيويورك

### مسلسلات
- الفتاة الجديدة

## وصلات خارجية
- مادهور جفري على موقع IMDb (الإنجليزية)
- مادهور جفري على موقع ألو سيني (الفرنسية)
- مادهور جفري على موقع ميوزك برينز (الإنجليزية)
- مادهور جفري على موقع أول موفي (الإنجليزية)
- مادهور جفري على موقع قاعدة بيانات برودواي على الإنترنت (الإنجليزية)
- مادهور جفري على موقع قاعدة بيانات الأفلام السويدية (السويدية)
- مادهور جفري على موقع ديسكوغز (الإنجليزية)
- مادهور جفري على موقع قاعدة بيانات الفيلم (الإنجليزية)
- مادهور جفري على موقع كينوبويسك (الروسية)